# 剑舞
《剑舞》 （波蘭語：Taniec wśród mieczów）是波兰画家亨利克·希米拉德斯基在1881—1898年画成的绘画系列作品，均为布面油画。画作描绘一个裸体女人，在放在地上的剑之间跳舞，一群女人在演奏音乐，几个男人在观看。背景是意大利的，对这幅画所描绘的内容有多种解释。 
希米拉德斯基创作了四个版本，每个版本的构图和配色略有不同。其中一个版本最初由K.T.Soldatenkov委托制作，位于莫斯科的特列季亚科夫画廊。另一个版本于2011年以209.85万美元的价格拍卖，这是希米拉德斯基绘画的新纪录。 这一纪录一直保持到2013年，这一年“Un naufragémendiant”以1,082,500英镑的价格售出。
| 序号 | 年份 | 尺寸          | 收藏             | image |
| ---- | ---- | ------------- | ---------------- | ----- |
| 1.   | 1881 | 120 x 225 cm  | 特列季亚科夫画廊 |       |
| 2.   | 1881 | 56.5 x 102 cm | 私人收藏         |       |
| 3.   | 1887 | 77 x 155 cm   | 私人收藏         |       |
| 4.   | 未知 | 未知          | 私人收藏         |       |